# Savenay
Savenay é uma comuna francesa na região administrativa do País do Loire, no departamento de Loire-Atlantique. Estende-se por uma área de 26 km². Em 2010 a comuna tinha 9 054 habitantes (densidade: 348,2 hab./km²).